# メソジスト監督教会
メソジスト監督教会（メソジストかんとくきょうかい、The Methodist Episcopal Church）は、アメリカ独立戦争の折に、メソジスト教徒がイングランド国教会との関係を絶たれたので、ジョン・ウェスレーの手によって生み出されたキリスト教の教派である。
18世紀、イングランド、アイルランドなどに、ジョン・ウェスレー、および、その弟のチャールズを中心として展開した「メソジスト運動」が、信徒の働きによって、当時イングランドの植民地であったアメリカ大陸に移植された。折りしも、アメリカの独立戦争が勃発し、新大陸のメソジスト教徒は、それまで属していたイングランド国教会との関係を絶たれた。そこで、ウェスレーは、トーマス・コーク、フランシス・アズベリーを監督として按手礼を施し、彼らの指導の下にアメリカのメソジストの群を託した。このように、イングランド国教会の忠実な教職者であったウェスレーの願いに反して、摂理的に「メソジスト監督教会」が発足した。
ウェスレーは、イングランド国教会の39箇条を改訂して、ローマ・カトリック教会との関係など、新しい情況下では不必要と思われる条項を削除し、25箇条としてメソジスト監督教会に与えたので、この教団の基本的な信仰箇条は、イングランド国教会と同じである。
メソジスト監督教会は、19世紀半ば、奴隷制度、また、教会政治の形態を巡って意見が分かれ、ウエスレアン・メソジスト教会（現・北米ウエスレアン教会）など、多くのメソジスト系の教会・教派へと分かれていった。
1860年にアメリカ北メソジスト監督教会から分離したグループがアメリカ自由メソジスト教会を形成している。
日本のメソヂスト監督教会は、1873年にメリマン・ハリス宣教師が函館に到着し、宣教を開始した。1907年に本多庸一により、カナダ・メソヂスト監督教会、アメリカ南メソヂスト監督教会と合同して、監督制の日本メソヂスト教会が成立。

## 教理及び条例
- 『メソジスト監督教会教理及び条例』別所梅之助編、教文館 1905年改定版